# Trimbak
Trimbak é uma cidade  no distrito de Nashik, no estado indiano de Maharashtra.

## Geografia
Trimbak está localizada a 19° 56′ N, 73° 33′ L. Tem uma altitude média de 720 metros (2362 pés).

## Demografia
Segundo o censo de 2001, Trimbak tinha uma população de 9804 habitantes. Os indivíduos do sexo masculino constituem 52% da população e os do sexo feminino 48%. Trimbak tem uma taxa de literacia de 73%, superior à média nacional de 59.5%: a literacia no sexo masculino é de 80% e no sexo feminino é de 65%. Em Trimbak, 14% da população está abaixo dos 6 anos de idade.